# Ctenophthalmus parvus
Ctenophthalmus parvus är en loppart som beskrevs av Anatol I. Argyropulo 1935. Ctenophthalmus parvus ingår i släktet Ctenophthalmus och familjen mullvadsloppor. Inga underarter finns listade i Catalogue of Life.